# Fotogramas de Plata 1975
El lliurament dels 26è Premis Fotogramas de Plata, corresponents a l'any 1975, lliurats per la revista espanyola especialitzada en cinema Fotogramas, va tenir lloc a 3 de febrer de 1976 a Barcelona. Tots els guardonats eren presents llevat Burt Lancaster. El seu guardó fou recollit per Sara Montiel.

## Candidatures

### Millor intèrpret de cinema espanyol
| Intèrpret | Pel·lícula | Resultat   |
| --------- | ---------- | ---------- |
| Lola Gaos | Furtivos   | Guanyadora |

### Millor intèrpret de cinema estranger
| Actriu         | Pel·lícula   | Resultat   |
| -------------- | ------------ | ---------- |
| Burt Lancaster | Confidencias | Guanyadora |

### Millor intèrpret de televisió
| Intèrprete  | Sèrie de televisió | Resultat  |
| ----------- | ------------------ | --------- |
| Charo López | Cuentos y leyendas | Guanyador |

### Millor intèrpret de teatre
| Intèrpret       | Muntatge                             | Resultat  |
| --------------- | ------------------------------------ | --------- |
| José Luis Gómez | La resistible ascensión de Arturo Ui | Guanyador |

### Millor activitat musical
| Intèrpret   | Resultat  |
| ----------- | --------- |
| Lluís Llach | Guanyador |